# Liste de films tournés en Suisse
Voici une liste de films tournés en Suisse (tantôt le film a été entièrement tourné en Suisse, tantôt il ne s'agit que d'une ou plusieurs scènes).
Cette liste privilégie dans un premier temps les lieux de tournage, et non la nationalité des films.

## À situer
- 1964 : James Bond, Goldfinger de Guy Hamilton (Col de la Furka, usine aéronautique de Pilatus à Stans, Col du Saint-Gothard, Andermatt)
- 1967 : La Motocyclette de Jack Cardiff
- 1969 : James Bond, Au service secret de Sa Majesté de Peter Hunt (Schilthorn, Mürren, Lauterbrunnen, Grindelwald, Saint-Moritz)
- 1974 : La Sanction de Clint Eastwood
- 1967 : La Motocyclette de Jack Cardiff (Genève,...)
- 1976 : Le Pont de Cassandra (Bâle,...)
- 1977 : Star Wars, épisode IV : Un nouvel espoir (Région de Grindelwald pour les images de la planète Aldorande)
- 1981 : Espion, lève-toi de Yves Boisset (Université de Zurich,...)
- 1995 : James Bond, GoldenEye de Martin Campbell (Barrage de Contra, Oberland Bernois)
- 2002 : La Mémoire dans la peau de Doug Liman
- 2003 : Frères d'armes de Tom Hanks et Steven Spielberg (L'épisode 10 Des hommes avant tout : lac de Brienz, Giessbach Hotel à Brienz, Interlaken)
- 2003 : La Mort Suspendue de Kevin Macdonald (Le film a été en grande partie tourné à la Jungfrau.)
- 2004 : Bienvenue en Suisse de Léa Fazer
- 2004 : Agents secrets de Frédéric Schoendoerffer (La plupart des poursuites en voiture et des cascades ont été tournées à Genève et à Lausanne.)
- 2005 : Syriana de Stephen Gaghan (Genève,...)
- 2009 : Duel au sommet de Philipp Stölzl (Face nord de l'Eiger, Grindelwald.)
- 2008 : Duel au sommet de Philipp Stölzl (Face nord de l'Eiger, Grindelwald.)
- 2009 : The Informant! de Steven Soderbergh
- 2011 : Millénium : Les Hommes qui n'aimaient pas les femmes de David Fincher (Dolder Grand à Zurich.)
- 2015 : Point Break de Ericson Core (Walenstadt)

## A
- Aigle
  - 1999 : La Guerre dans le Haut Pays film de Francis Reusser
  - 2006 : Le Maître du Zodiaque téléfilm de Claude-Michel Rome

## B
- Bex
  - 1977 : Repérages film de Michel Soutter
  - 2006 : Le Maître du Zodiaque téléfilm de Claude-Michel Rome
  - 2009 : Petites vacances à Knokke-le-Zoute film d’ Yves Matthey

## C
- Chardonne
  - 2006 : Le Maître du Zodiaque téléfilm de Claude-Michel Rome
- Corsier-sur-Vevey
  - 2014 : La Rançon de la gloire de Xavier Beauvois

## L
- La Sagne
  - 1993 : L'Œil écarlate de Dominique Roulet

- Le Grand-Saconnex
  - 2002 : L'Adversaire de Nicole Garcia (Aéroport International de Genève)

- Lausanne
  - 1993 : Merci pour le chocolat de Claude Chabrol
  - 2003 : Les Thibault mini-série de Jean-Daniel Verhaeghe
  - 2013 : L'amour est un crime parfait de Arnaud et Jean-Marie Larrieu. Notamment au Rolex Learning Center

- Lavigny
  - 2006 : Le Maître du Zodiaque téléfilm de Claude-Michel Rome

- Les Brenets
  - 2002 : L'Adversaire de Nicole Garcia[1]

- Leysin
  - 2006 : Le Maître du Zodiaque téléfilm de Claude-Michel Rome

## M
- Morat
  - 1961 : Dans l'eau qui fait des bulles de Maurice Delbez[2]

## S
- Saint-Ursanne
  - 1976 : Le Pont de Cassandra de George Pan Cosmatos

## V
- Vevey
  - 2014 : La Rançon de la gloire de Xavier Beauvois
  - 2011 : Contagion de Steven Soderbergh. Une séquence est tournée à l'OMS à Genève.